# Ludwig von Neuenburg

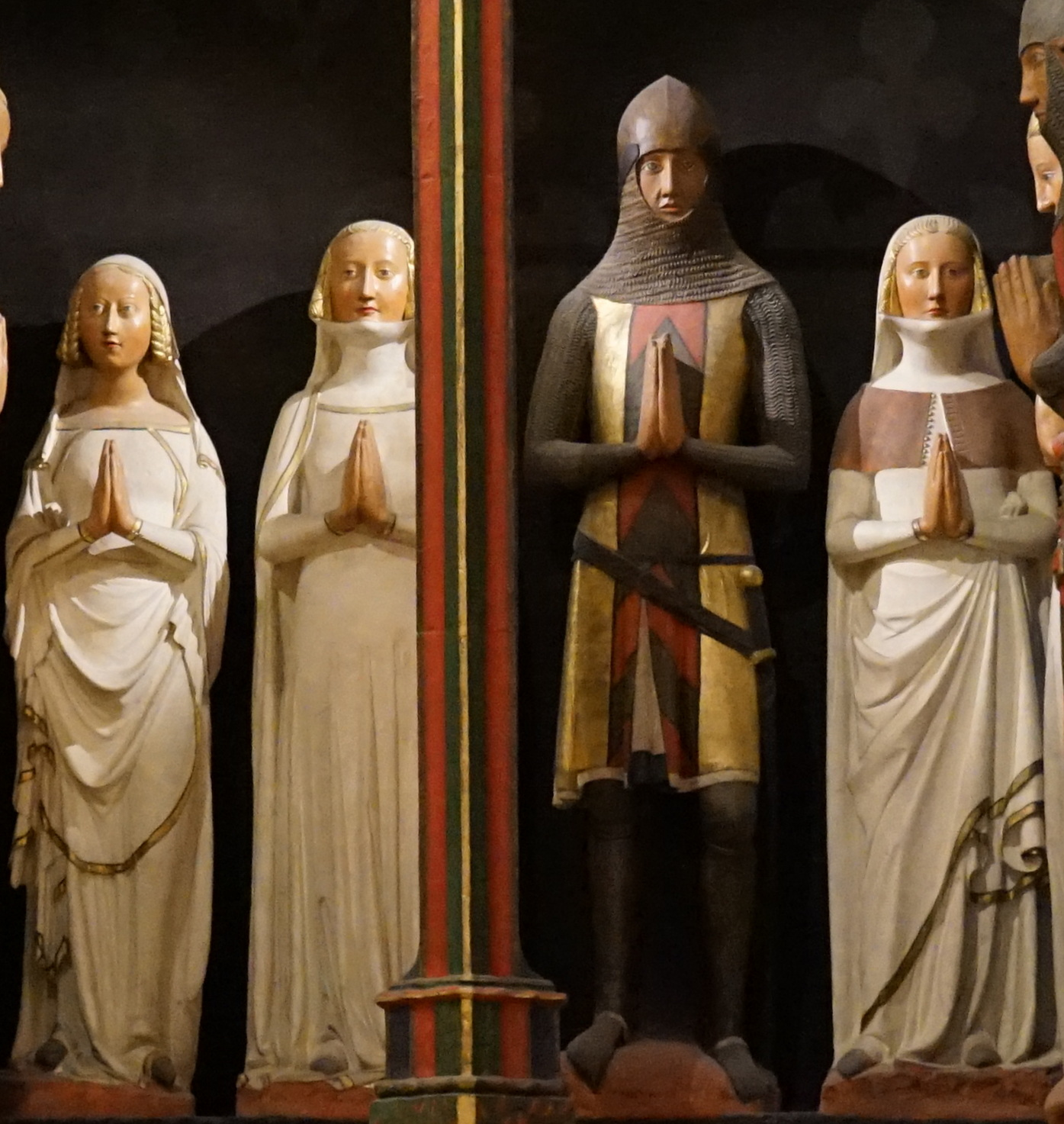
Ludwig von Neuenburg und seine Frauen (Grabstätte der Grafen)

Ludwig von Neuenburg (französisch Louis de Neuchâtel; * 2. März 1305; † 10. Juni 1373) war Graf und Herr von Neuenburg.

## Familie
Ludwigs Eltern waren Rudolf IV. von Neuenburg und Eleonore, Tochter des Ludwig I. von Savoyen († 1335). Er war dreimal verheiratet. 1325 wurde Jeanne, Tochter des Jean II. de Montfaucon († 1336) seine erste Ehefrau. Im Jahr 1339 heiratete er Katharina, Tochter des Theobald Neuenburg-Blamont († vor 1368); 1369 ehelichte er Marguerite de Duin, Witwe des Aymon de La Sarraz sowie Tochter des Hugonin, Herr von Vufflens. Neben den Töchtern Isabella und Varenne (auch Verena) hatte Ludwig zwei unebenbürtige, unehelich geborene Söhne, Johann und Vauthier.

## Wirken

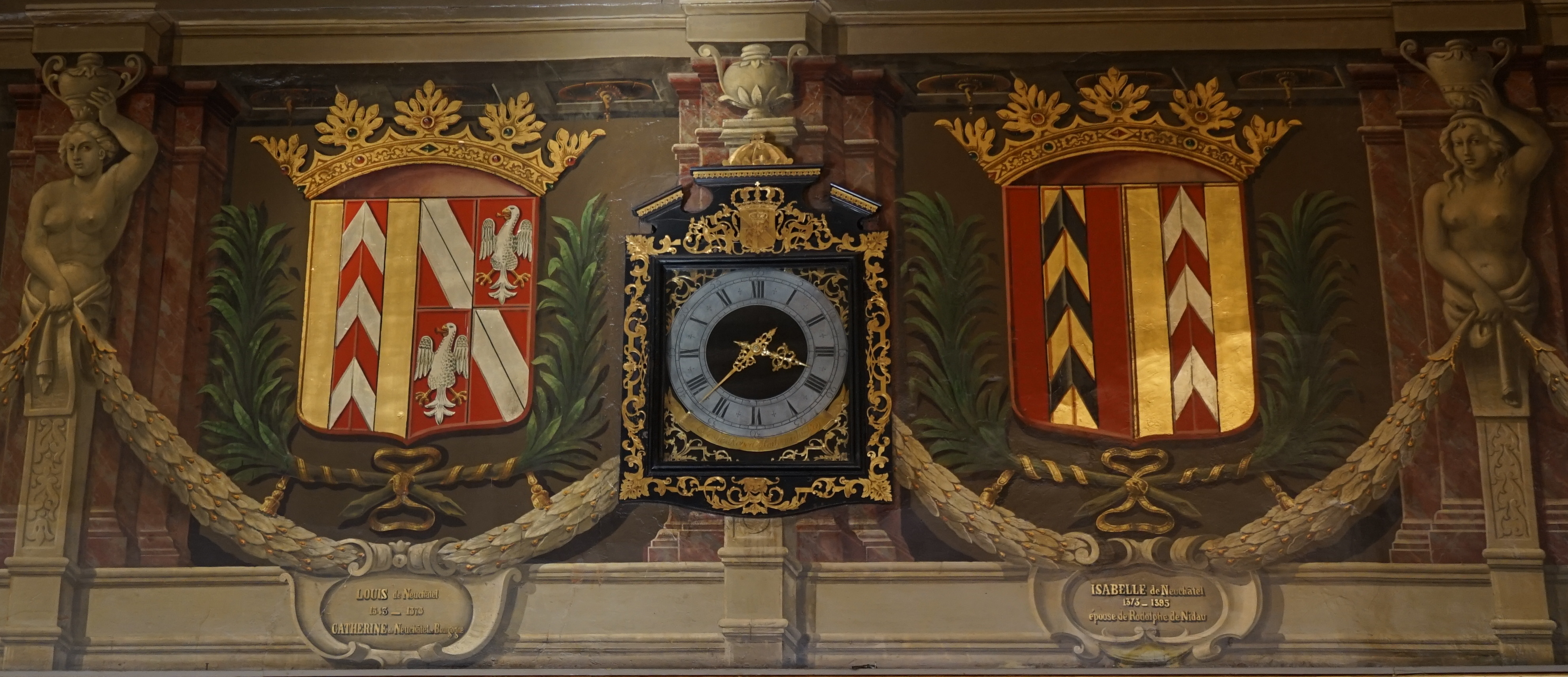
Allianzwappen Neuenburg/Neuenburg-Blamont und Nidau/Neuenburg (rechts) Ludwigs und Isabellas

Im Alter von 20 Jahren erhielt Ludwig von seinem Vater die Burg Champvent und das Schloss Neuenburg. Dies bedeutete den Beginn des Konflikts mit den de Montfaucon um seine Güter in der Freigrafschaft Burgund. In Morteau errang er die Kastvogtei über das Priorat erringen.
Ludwig wurde 1343 Graf von Neuenburg und erwarb im folgenden Jahr die Herrschaft Gorgier. Wohl nach Savoyer Vorbild gestaltete er die wirtschaftliche Verwaltung seiner Grafschaft. Um seine Herrschaft zu festigen, erteilte er 1343 Boudry und sechs bzw. zehn Jahre später Le Landeron die Stadtrechte. Zu Beginn des Hundertjährigen Kriegs stellte sich Neuenburg als Militärunternehmer in den Dienst der französischen Krone. Er trat mit seinem Sohn Johann 1350–1351 in die Dienste Giovanni Viscontis. Diese Unternehmungen führten zu grosser Verschuldung. Um das Lösegeld für Johann aufzubringen, musste er Rechte an seine Untertanen abtreten. Die Gemeinden konnten oft den Grundstein zu neuen Vermögen legen. Johann starb 1369 in Gefangenschaft.
Ludwig von Neuenburg stiftete 1372 die Grabstätte der Grafen in der Neuenburger Stiftskirche. Er hatte seine beiden Töchter als Erbinnen der Grafschaft Neuenburg eingesetzt, da er keine legitimen männliche Nachkommen hinterliess. Nach seinem Tod im Juni 1373 wurde Isabella, zum Nachteil ihrer Schwester, Gräfin und Herrin von Neuenburg. Mit deren Tod endete 1395 die 360-jährige Herrschaft der Neuenburger in direkter Linie. Die Grafschaft fiel bis 1457 an die Grafen von Freiburg.

## Belege
1. 1 2 3 4  Germain Hausmann: Ludwig von Neuenburg. In: Historisches Lexikon der Schweiz.  4. Dezember 2014.
2. 1 2  Lionel Bartolini: Isabella von Neuenburg. In: Historisches Lexikon der Schweiz.  4. November 2010.

| Vorgänger                | Amt                          | Nachfolger             |
| ------------------------ | ---------------------------- | ---------------------- |
| Rudolf IV. von Neuenburg | Graf von Neuenburg 1343–1373 | Isabella von Neuenburg |

| Personendaten    | Personendaten                            |
| ---------------- | ---------------------------------------- |
| NAME             | Ludwig                                   |
| ALTERNATIVNAMEN  | Ludwig von Neuenburg; Louis de Neuchâtel |
| KURZBESCHREIBUNG | Graf von Neuenburg                       |
| GEBURTSDATUM     | 2. März 1305                             |
| STERBEDATUM      | 10. Juni 1373                            |